# Бовменсвілл (Пенсільванія)
Бовменсвілл (англ. Bowmansville) — переписна місцевість (CDP) в США, в окрузі Ланкастер штату Пенсільванія. Населення — 2989 осіб (2020).

## Географія
Бовменсвілл розташований за координатами 40°12′10″ пн. ш. 76°1′11″ зх. д. / 40.20278° пн. ш. 76.01972° зх. д. (40.202683, -76.019699).  За даними Бюро перепису населення США в 2010 році переписна місцевість мала площу 4,89 км², з яких 4,76 км² — суходіл та 0,13 км² — водойми.

## Демографія
Згідно з переписом 2010 року, у переписній місцевості мешкало 2077 осіб у 725 домогосподарствах у складі 585 родин. Густота населення становила 425 осіб/км².  Було 754 помешкання (154/км²).
Расовий склад населення:
| - 97,0 % — білих - 1,0 % — азіатів - 0,5 % — чорних або афроамериканців - 0,2 % — корінних американців - 0,1 % — вихідців з тихоокеанських островів |

До двох чи більше рас належало 0,9 %. Частка іспаномовних становила 1,9 % від усіх жителів.
За віковим діапазоном населення розподілялося таким чином: 26,9 % — особи молодші 18 років, 61,1 % — особи у віці 18—64 років, 12,0 % — особи у віці 65 років та старші. Медіана віку мешканця становила 37,9 року. На 100 осіб жіночої статі у переписній місцевості припадало 103,4 чоловіків;  на 100 жінок у віці від 18 років та старших — 96,9 чоловіків також старших 18 років.
Середній дохід на одне домашнє господарство  становив 76 239 доларів США (медіана — 71 667), а середній дохід на одну сім'ю — 91 275 доларів (медіана — 88 289). Медіана доходів становила 53 360 доларів для чоловіків та 41 813 долари для жінок. За межею бідності перебувало 5,0 % осіб, у тому числі 0,0 % дітей у віці до 18 років та 15,8 % осіб у віці 65 років та старших.
Цивільне працевлаштоване населення становило 1169 осіб. Основні галузі зайнятості: освіта, охорона здоров'я та соціальна допомога — 36,4 %, виробництво — 12,0 %, будівництво — 10,4 %, роздрібна торгівля — 9,7 %.